# Münchener Straße (Österreich)
Die Münchener Straße ist gemäß Bundesgesetzblatt eine Landesstraße in der Stadt Salzburg (in Österreich). Sie verbindet innerhalb der Stadt auf einer Länge von 3,8 km einen Innenbereich mit der Staatsgrenze zu Deutschland bei Freilassing. Die Straße hat innerstädtisch die Bezeichnung Münchner Bundesstraße, sie bezieht aber auch einen kleinen Teil der Ignaz-Harrer-Straße mit ein.

## Geschichte
Die einst 6,6 km lange Münchner Reichsstraße führte von der Innenstadt Salzburgs über Lehen (ab 1816) zur bayerischen Grenze. An dieser Strecke existierte 1893 nur eine einzige Mautstation am Klausentor am Beginn der heutigen Müllner Hauptstraße.
Die Münchner Reichsstraße gehört zu jenen Reichsstraßen, die 1921 als Bundesstraßen übernommen wurden. (Der Name Münchner Reichsstraße wurde in der Ersten Republik vielfach weiter verwendet.) 1938 wurde sie im Zusammenhang mit dem Bau der damaligen Reichsautobahn Richtung Wien, der heutigen Westautobahn (A1) als Umfahrung von Liefering neu gebaut.
Die Kreuzung der heutigen Münchener Straße mit der Westautobahn im Stadtteil Liefering bildet die Abfahrt Salzburg Mitte, die zuletzt 2001/2002 mit einem separaten Fußgänger- und Fahrradweg in Form eines Kreisverkehrs mit zwei Überführungen über die Autobahn (eine Brücke und eine Überfahrt über den Lieferinger Tunnel) neu gestaltet wurde. Mehrspurige Ausbauten erfolgten in den 2010er Jahren und erfolgen aktuell 2022/2023.

## Verlauf
Die Münchener Straße beginnt im Salzburger Stadtteil Lehen an der Kreuzung Ignaz-Harrer-Straße – Rudolf-Biebl-Straße – Schumacherstraße und geht dabei von der Wiener Straße (B1) ab. Sie trägt anfangs die innerstädtische Bezeichnung Ignaz-Harrer-Straße und führt danach bis zu ihrem Ende den Namen Münchner Bundesstraße. Sie durchquert den Stadtteil Liefering in nordwestlicher Richtung und endet nach der ehemaligen Zoll- und Grenzkontrollstation Freilassing Saalbrücke (die sich allein auf Salzburger Boden befindet) auf der Brücke über die Saalach auf Höhe der Flussmitte, die die Grenze zu Deutschland bildet. Auf deutscher Seite wird die Straße als die hier beginnende Bundesstraße 304 nach Dachau bei München weitergeführt.

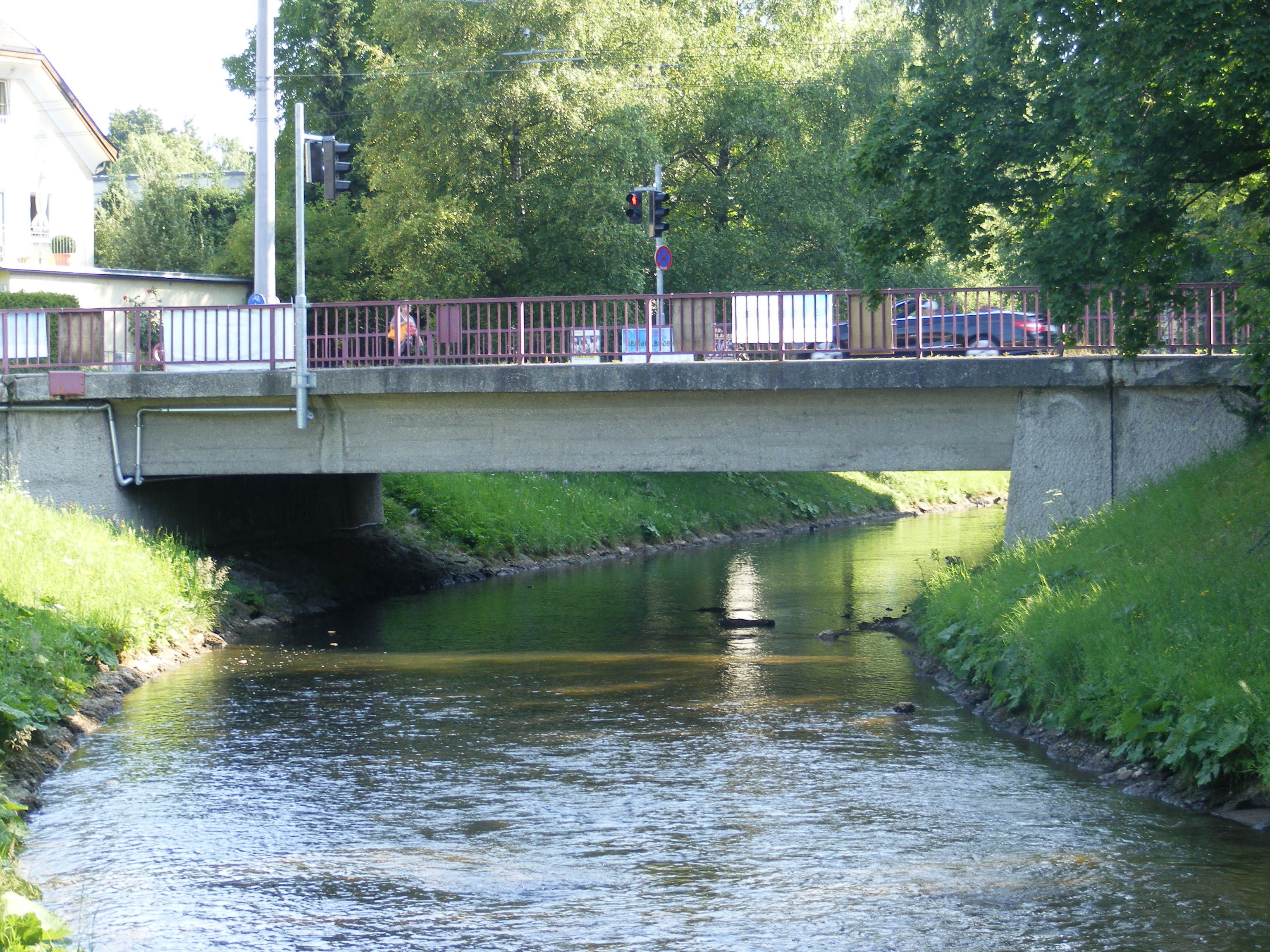
Die Glanbrücke, Stadtteilgrenze zwischen Lehen und Liefering

Die Münchener Straße überquert in ihrem Verlauf das erste Mal den Glanbach an der offiziell als Glanbrücke bezeichneten Stelle, die hier die Grenze zwischen Lehen und Liefering bildet. In der Folge quert sie zweimal die Altglan, den nördlichen Seitenast des Glanbaches. Nach gut einem Drittel des Wegs quert die Münchener Straße die Westautobahn; das letzte Drittel der Straße führt durch Gewerbegebiet.
Die Straße gilt in ihrer gesamten Länge als stark staugefährdet, ein Ausbau im äußeren Bereich wurde 2015 abgeschlossen. Befahren wird die Münchner Bundesstraße von der Salzburger Obus-Linie 4 sowie von der Buslinie 24 nach Freilassing.

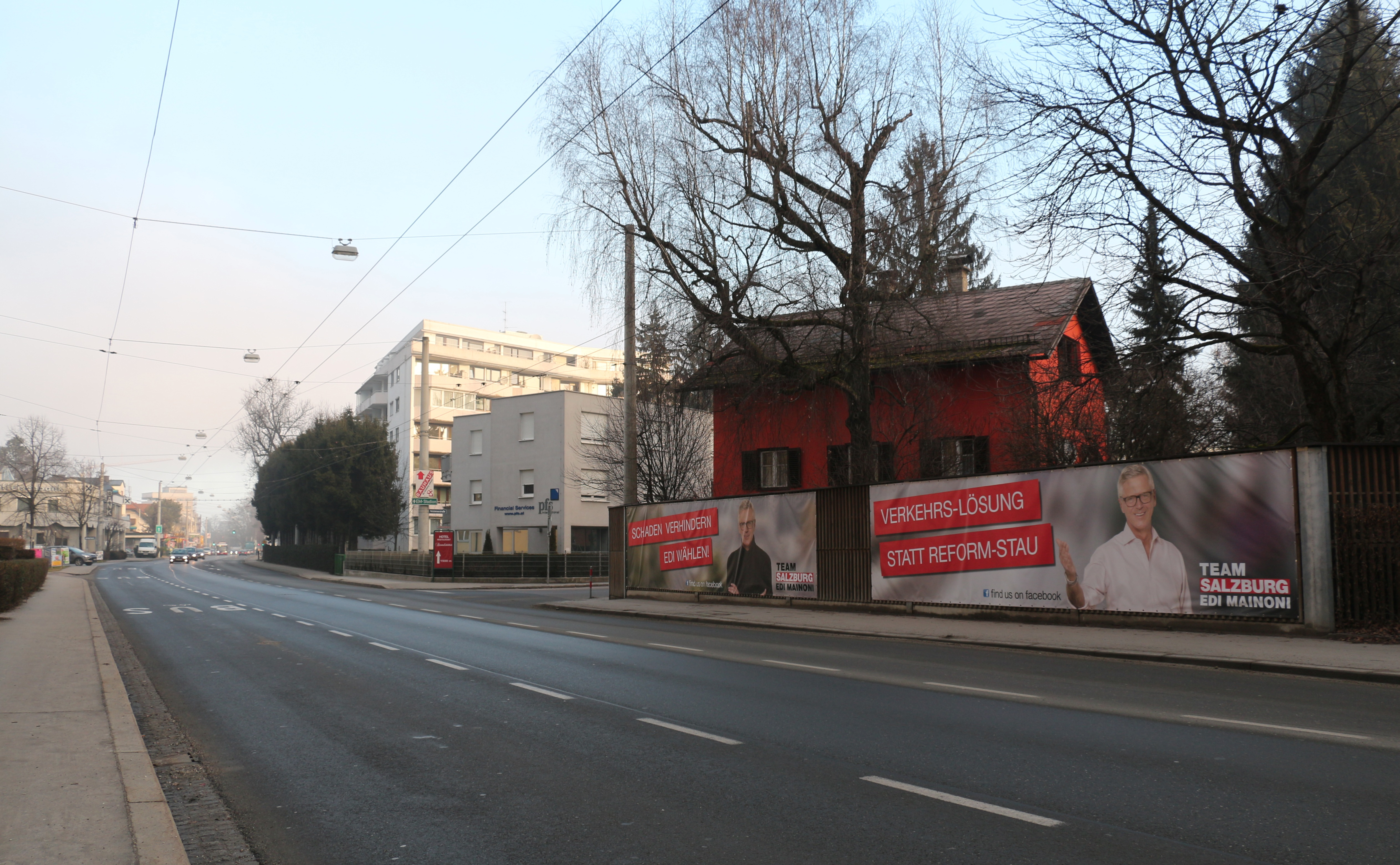
Münchner Bundesstraße in Liefering
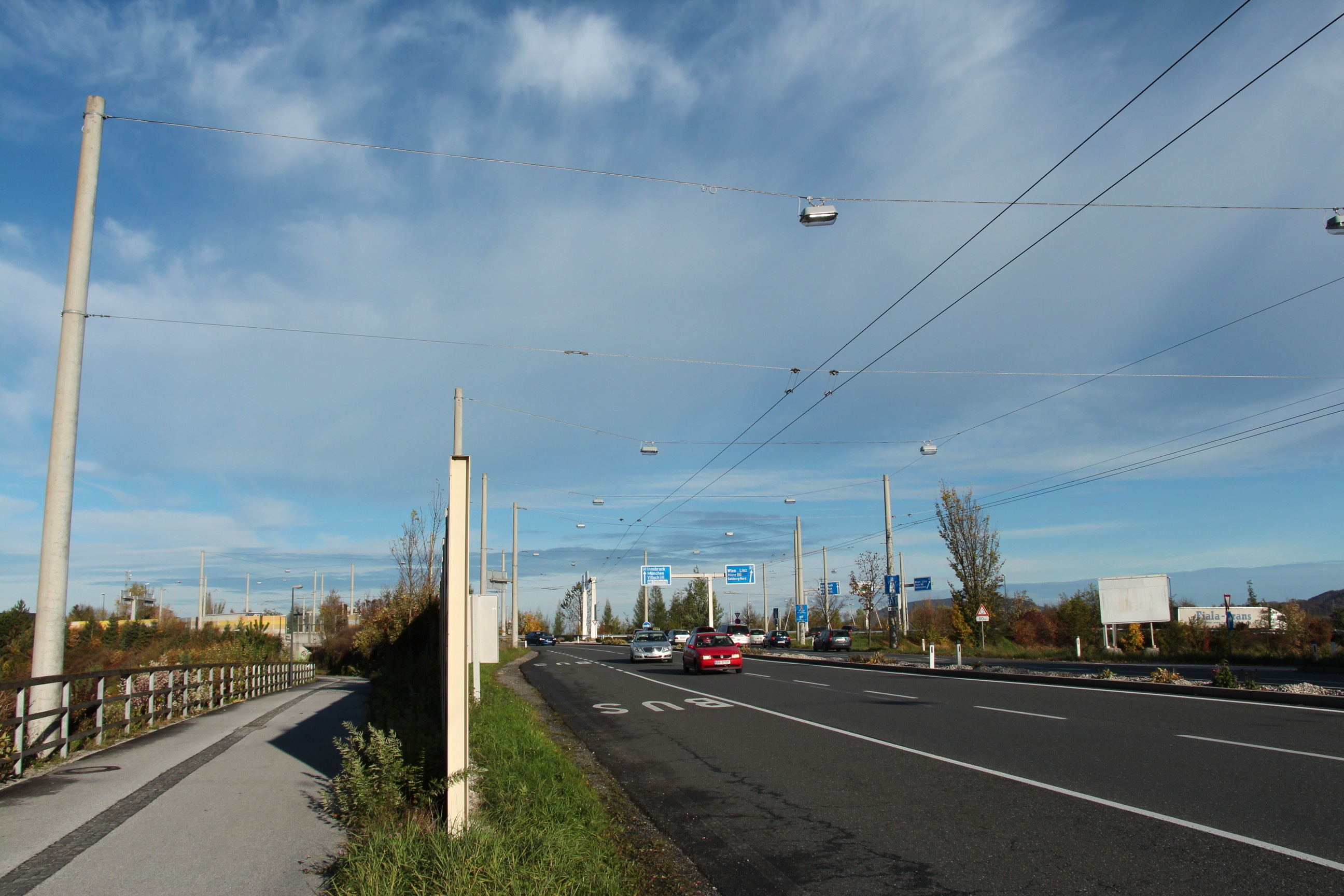
Münchner Bundesstraße unmittelbar vor dem Kreuzungsbereich mit der Westautobahn, Abfahrt Salzburg Mitte
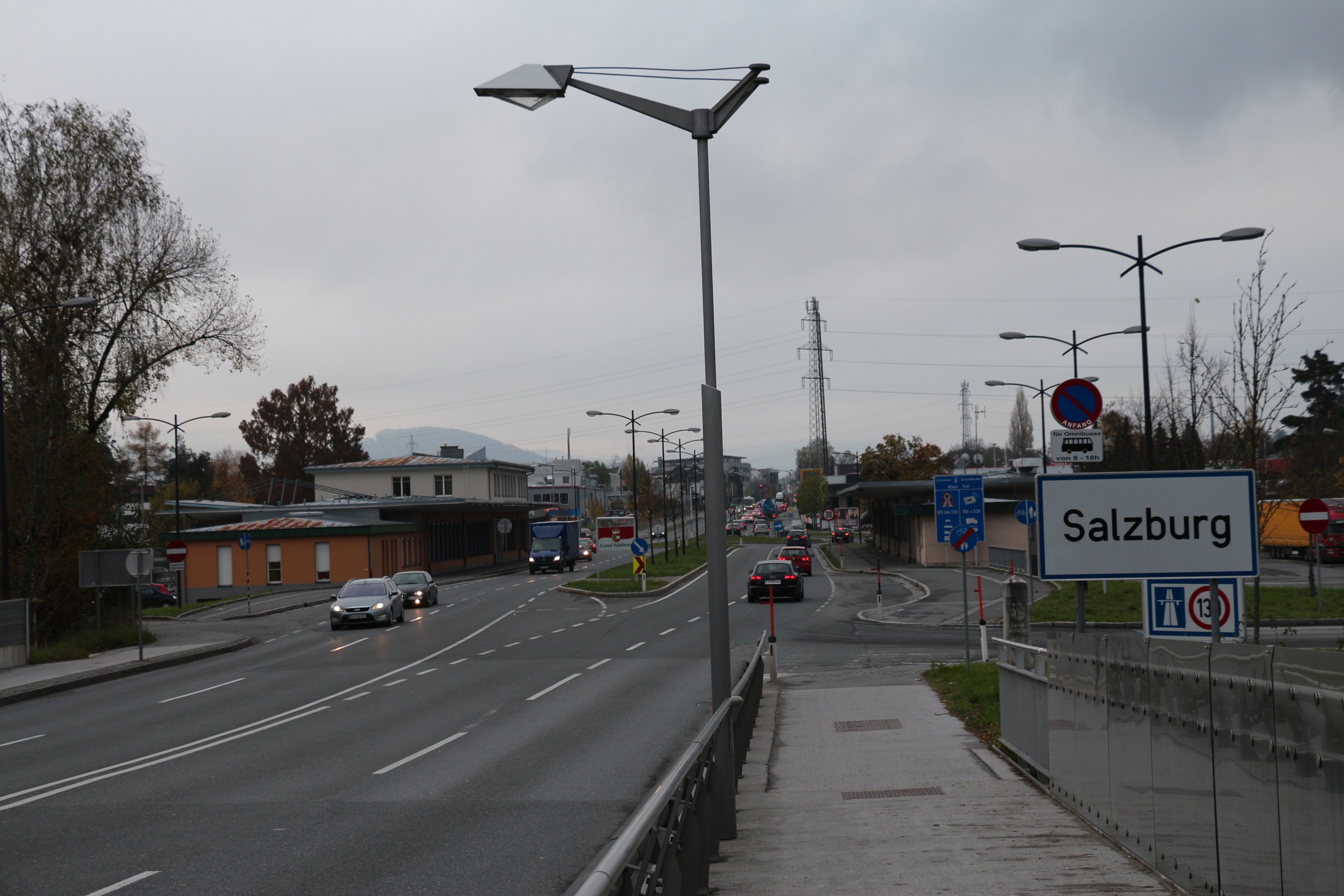
Ende der Münchner Bundesstraße zwischen ehemaliger Grenzkontrollstelle und Saalachbrücke

## Bauwerke
Als wichtige und bemerkenswerte Bauten entlang der Münchener Straße sind zu verzeichnen:
- Christian-Doppler-Klinik
- Philomenakapelle
- USFA-Wohnhaussiedlung General-Keyes-Straße
- eine der beiden Salzburger Südtiroler-Siedlungen
- Lieferinger Tunnel

Unweit des Beginns der Straße stand bis 2002 das Lehener Stadion, wo sich heute unter anderem die Stadtbibliothek Salzburg befindet. Kurz vor dem Ende der Straße am Grenzübergang liegt leicht abseits die Forellenwegsiedlung.